# Місцеві вибори в Україні 1998
Місцеві вибори в Україні 1998 року — вибори депутатів місцевих рад та сільських, селищних, міських голів України та депутатів Верховної Ради Автономної Республіки Крим, що відбулися 29 березня 1998 року. Проходили одночасно з виборами до Верховної Ради України. Відповідно до українського законодавства є виборами III скликання представницьких органів місцевого самоврядування в Україні. Явка виборців становила 69,63 %.
Перші місцеві вибори в Україні, дату проведення яких визначено у Перехідних положеннях Конституції України, де зазначено про повноваження чинних депутатів та голів місцевих рад — до обрання нового складу цих рад на чергових місцевих виборах у березні 1998 року.
Вибори відбувались за законами України № 14/98-ВР «Про вибори депутатів місцевих рад та сільських, селищних, міських голів», ухваленим Верховною Радою 14 січня 1998 року, та «Про вибори депутатів Верховної Ради Автономної Республіки Крим», ухваленим 12 лютого 1998 року. Законом передбачалось обрання депутатів сільських, селищних, міських, районних у містах, районних, обласних рад та сільських, селищних, міських голів за мажоритарною виборчою системою відносної більшості, на основі загального, вільного, прямого виборчого права, шляхом таємного голосування, терміном на чотири роки. Право висування кандидатів у депутати та на посади голів мали громадяни України з правом голосу. Реалізовували його шляхом самовисування, на зборах виборців за місцем проживання, праці, навчання, через місцеві осередки політичних партій та громадські організації.
Закон містив низку особливостей обрання депутатів рад різних рівнів та голів населених пунктів. Зокрема, депутатів сільських, селищних, міських та районних у містах рад обирали в одномандатних виборчих округах, на які поділялася вся територія відповідної територіальної одиниці, а депутатів районних та обласних рад — в багатомандатних виборчих округах, межі яких збігаються з межами адміністративно-територіальних одиниць, що входять до їх складу. Міських, селищних та сільських голів обирали в єдиному одномандатному виборчому окрузі, межі котрого збігались із межами відповідного населеного пункту.